# جری آکامینکو
جری آکامینکو (انگلیسی: Jerry Akaminko؛ زاده ۲ مهٔ ۱۹۸۸) یک بازیکن فوتبال اهل غنا است.
وی همچنین در تیم ملی فوتبال غنا بازی کرده است.